# The Will to Death
The Will to Death es el quinto álbum de John Frusciante, que fue lanzado el 22 de junio de 2004. John anunció previamente que en ese año el produciría seis álbumes usando técnicas de grabación primitivas, y The Will To Death es el primero de ellos. 

## Canciones
Todas las canciones están escritas por John Frusciante, excepto "Helical", que está escrita por John Frusciante y Josh Klinghoffer
1. "A Doubt" – 4:19
2. "An Exercise" – 3:47
3. "Time Runs Out" – 4:00
4. "Loss" – 5:20
5. "Unchanging" – 3:54
6. "The Mirror" – 3:02
7. "A Loop" – 4:32
8. "Wishing" – 2:48
9. "Far Away" – 2:17
10. "The Days Have Turned" – 2:23
11. "Helical" – 2:13
12. "The Will to Death" – 3:48

## Personal
- John Frusciante – Voces, Guitarra, Piano, Sintetizador, Bajo-Guitarra en "Far Away", "Unchanging" y "The Will to Death"
- Josh Klinghoffer – Batería, Bajo, Teclados, Guitarra en "Helical" y "The Will to Death"
- Producido por John Frusciante
- Grabado y Mezclado por Ryan Hewitt
- Asistido por Rafael Serrano y Jeff Moses
- Masterizado por Bernie Grundman y Bernie Grundman
- Equipamiento de Dave Lee
- Portada por Lola Montes Schnabel
- Diseñado por Mike Piscitelli y John Frusciante

- Datos: Q1753779